# Burka
Burka (arab. برقع, burquʿ) – rodzaj nieprzezroczystego przykrycia głowy, noszonego dodatkowo oprócz chusty przez muzułmanki przestrzegające purdah oraz niektóre żydówki. Podobnie do nikabu, burka zasłania całą głowę oprócz małego obszaru wokół oczu. Tak zwana pełna burka lub burka afgańska to strój zakrywający całe ciało, w tym również oczy, które są zakryte siatką umożliwiającą widzenie. W czasie rządów talibów w Afganistanie, burka jest obowiązkowym strojem.
Kobiety w niektórych społeczeństwach muzułmańskich lub ich częściach są zobowiązane do noszenia burki na skutek konserwatywnego sposobu odczytywania idei hidżabu z Koranu. W rzeczywistości wymagania co do hidżabu tak dla kobiet, jak i mężczyzn są interpretowane bardzo różnie w zależności od kultury.

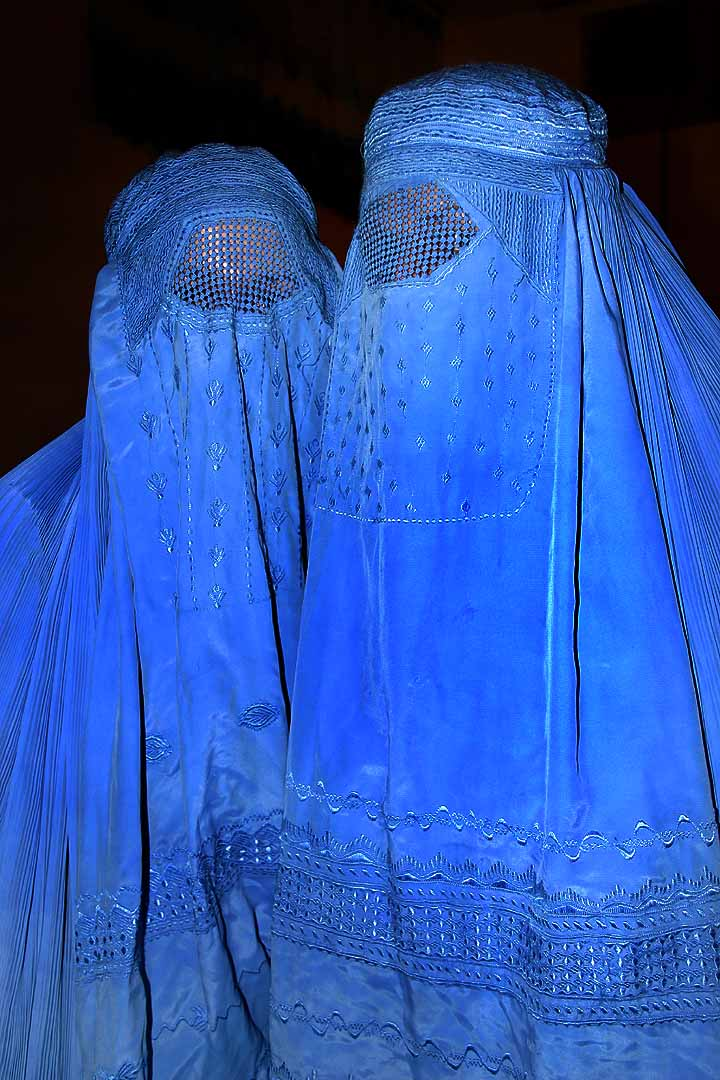
Dwie afgańskie kobiety w pełnych burkach

## Historia burek w Afganistanie
Burki w Afganistanie zostały wprowadzone za czasów króla Habibullaha (panował w latach 1901–1919), który nakazał dwunastu kobietom ze swojego haremu nosić je kiedy opuszczały pałac, by nie kusiły innych mężczyzn swoim wyglądem. Były one szyte z delikatnego jedwabiu, haftowane, a córki króla nosiły nawet burki haftowane złotymi nićmi. Burki stały się więc pewnym wyznacznikiem klasy wyższej. W latach pięćdziesiątych burki rozprzestrzeniły się na cały Afganistan, jednak wciąż głównie wśród bogatych.
W 1959 książę Daud, ówczesny premier rządu, pokazał się publicznie podczas święta narodowego z żoną, która nie miała na sobie burki. Przekonał także brata i innych ministrów, by także pozwolili swoim żonom chodzić bez burki. Stroje te trafiły do służących i pomocy domowych i tym samym burka stała się symbolem statusu wśród ubogich.
Na początku tylko rządzący Pasztunowie kazali swoim kobietom zasłaniać twarz, ale potem także inne grupy etniczne zaczęły tego wymagać. Książę Daud wprowadził jednak w 1961 zakaz noszenia burki przez osoby piastujące publiczne stanowiska. Kobiety miały się ubierać na styl zachodni. W latach siedemdziesiątych było już niewiele kobiet z państwowych posad, które nosiłyby ten strój, jednak wciąż ryzykowały, że mogą zostać zaatakowane przez fundamentalistów i oblane kwasem lub postrzelone.

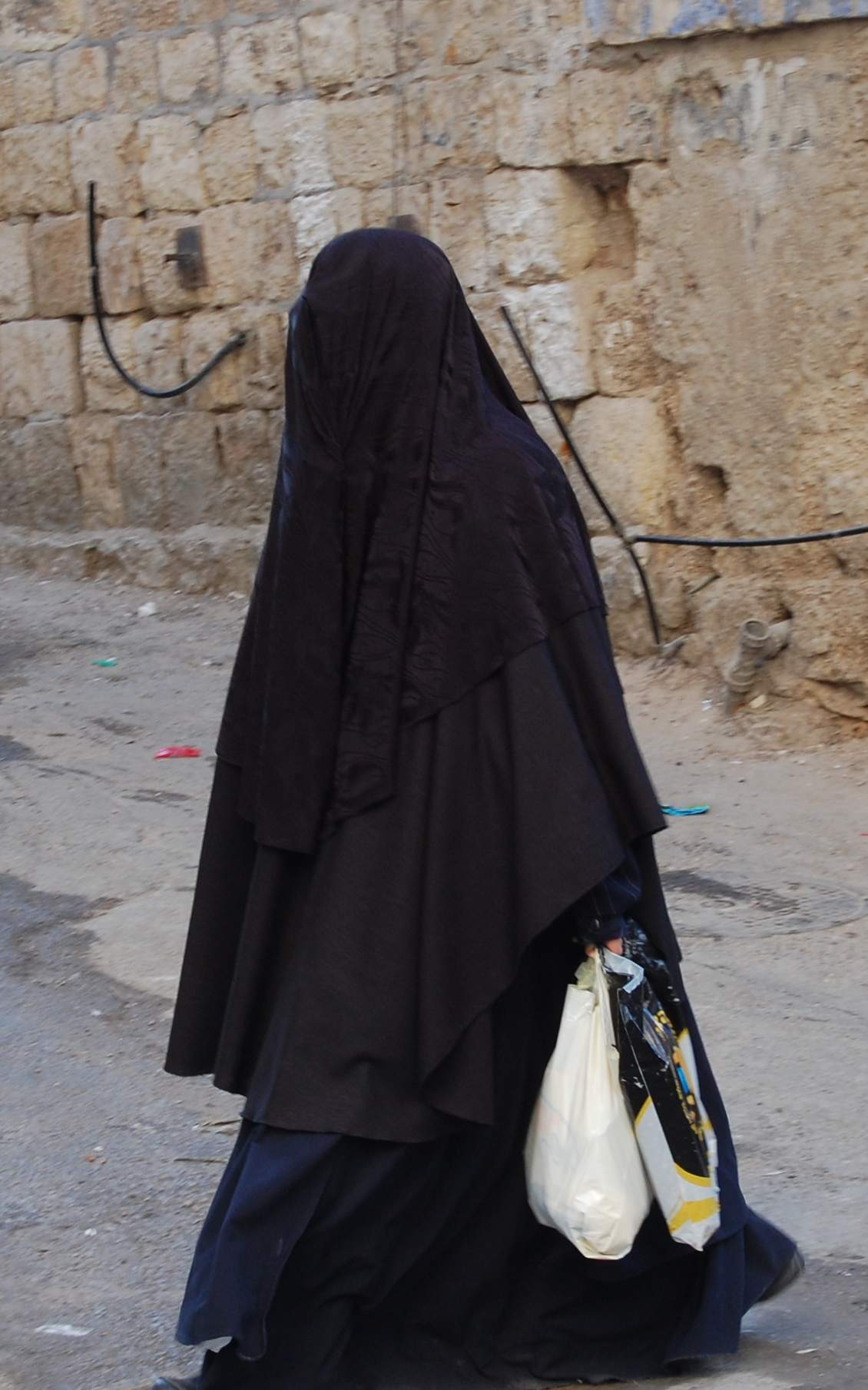
Kobieta charedi we "frumce" (burce żydowskiej), Jerozolima, dzielnica Me’a Sze’arim

Kiedy Talibowie przejęli władzę w Afganistanie, nakazali wszystkim kobietom nosić burki. Gdy w 2001 ich reżim został obalony, nakaz został zniesiony, jednak i teraz po przejęciu kraju przez talibów w 2021 roku wiele kobiet boi się wychodzić na ulice bez burki.

## Konflikty kulturowe

Zakaz noszenia burki w Europie

W Holandii przedstawiciele niektórych szkół oficjalnie zabronili uczennicom noszenia burki, argumentując, że komunikacja niewerbalna jest niezbędna do nauczania.
Sąd w Nowej Zelandii ogłosił, że kobiety nie mogą mieć na sobie burki, gdy składają zeznania. W ramach kompromisu Rada Muzułmańskich Kobiet poparła politykę, która pozwalała na ukrycie kobiety przed widownią za pomocą zasłony.
We Włoszech ukrywanie twarzy w miejscu publicznym jest zabronione od 1975. Prawo antyterrorystyczne przewiduje zwiększoną grzywnę, a nawet więzienie dla osób nieprzestrzegających zakazu. Niektórzy twierdzą, że było to działanie wymierzone celowo w kobiety noszące burki.
We Francji zabronione jest noszenie burek w szkołach publicznych od 2004 roku. Jest to skutkiem prawa zabraniającego uczniom noszenie dobrze widzialnych symboli religijnych. 22 czerwca 2009 roku prezydent Francji Nicolas Sarkozy powiedział, że burki są niemile widziane we Francji. Od 11 kwietnia 2011 roku weszła w życie ustawa zabraniająca noszenia burki oraz nikabu w miejscu publicznym. Nieprzestrzeganie tego przepisu przez kobietę grozi mandatem w wysokości 150 euro. Mąż zmuszający żonę do noszenia ubioru zasłaniającego twarz może być ukarany mandatem 30 tys. euro i skazany na rok więzienia.
W szwajcarskim kantonie Ticino w 2015 zabroniono noszenia burek, kominiarek i innych zasłon na twarz.